# الترجمة التحريرية والشفوية
الترجمة التحريرية والشفوية، (المجلة الدولية لأبحاث الترجمة والترجمة الفورية)، هي مجلة دولية تمت مراجعتها من قبل الاقران تغطي جميع جوانب الترجمة التحريرية والشفوية. المجلة الإلكترونية تستضيفها جامعة العلوم الإنسانية وفنون الاتصال بجامعة ويسترن سيدني. تأسست عام 2009.
- الترجمة التحريرية والفورية
- الترجمة الفورية
- الترجمة

## روابط خارجية
- الموقع الرسمي
- أهمية الترجمة السياحية

1. ↑  "Translation & Interpreting". Georgetown University Library